# Терроризм в Пакистане
Терроризм в Пакистане, по данным Министерства внутренних дел, представляет собой значительную угрозу для народа Пакистана. Нынешняя волна террора, как полагают, началась в 2000 году и достигла своего пика в 2009 году. С тех пор она резко сократилась в результате военных операций, проводимых пакистанской армией. По данным южноазиатского портала по терроризму (SATP), терроризм в Пакистане снизился на 89 % в 2017 году с 2009 года.
С 2001 года пакистанские военные начали серию военных наступлений против террористических группировок в Территории племён федерального управления. Наступление принесло мир в эти районы и в остальную часть страны. Множество террористов, принадлежащих к различным террористическим группировкам, были убиты. Однако некоторым боевикам удалось бежать в Афганистан. Из Афганистана эти боевики продолжают наносить удары по пакистанским военным постам, расположенным вблизи границы. В 2017 году Глава исполнительной власти Афганистана Абдулла Абдулла признал, что Техрик-и-Талибан Пакистан (ТТП) имеет плацдарм в Афганистане. В 2019 году Министерство обороны США заявило, что около 3000-5000 террористов, принадлежащих к ТТП, находятся в Афганистане.
Согласно отчету Института международных и общественных отношений Уотсона при Брауновском университете, в войне с терроризмом были убиты 23 372 пакистанских гражданских лица и 8832 пакистанских сотрудника Службы безопасности. Кроме того, по данным правительства Пакистана, прямые и косвенные экономические издержки терроризма с 2000 по 2010 годы составили 68 млрд долларов. В 2018 году пакистанская газета, Dawn News, сообщила, что пакистанская экономика понесла общие потери в размере 126,79 млрд долларов из-за войны с терроризмом с 2001 года.
Пакистанские официальные лица часто обвиняют Индию и Афганистан в поддержке терроризма в Пакистане. Индия отвергает обвинения Пакистана. Однако Афганистан признал, что оказывает поддержку террористическим группам, таким как Техрик-и-Талибан Пакистан (ТТП). В 2013 году Соединенные Штаты провели рейд на афганский транспорт, который перевозил в Кабул Латифа Мехсуда, старшего командира Техрик-и-Талибан Пакистан. Пресс-секретарь афганского президента Аймаль Файзи сообщил журналистам, что Национальное управление безопасности (NDS) работает с Латифом. Латиф был проводником для финансирования ТТП. Часть финансирования ТТП, возможно, поступила от NDS. Бывший глава NDS, Асадулла Халид, опубликовал видео, принадлежащее TTP, в своем Твиттере, где он утверждал, что атака на лагерь «Бадабер» была реализацией принципа «око за око».

## Причины
Корни терроризма в Пакистане можно проследить до 1979 года, когда СССР ввёл свои войска в Афганистан. Терроризм в Пакистане возник после того, как Пакистан официально поддержал афганских моджахедов во время Афганской войны и последующей гражданской войны, разгоревшейся в Афганистане. Бойцы моджахедов были обучены пакистанскими военными, американским ЦРУ и другими западными разведывательными агентствами, которые продолжали операции в этом районе после официального окончания войны.

## Война с терроризмом

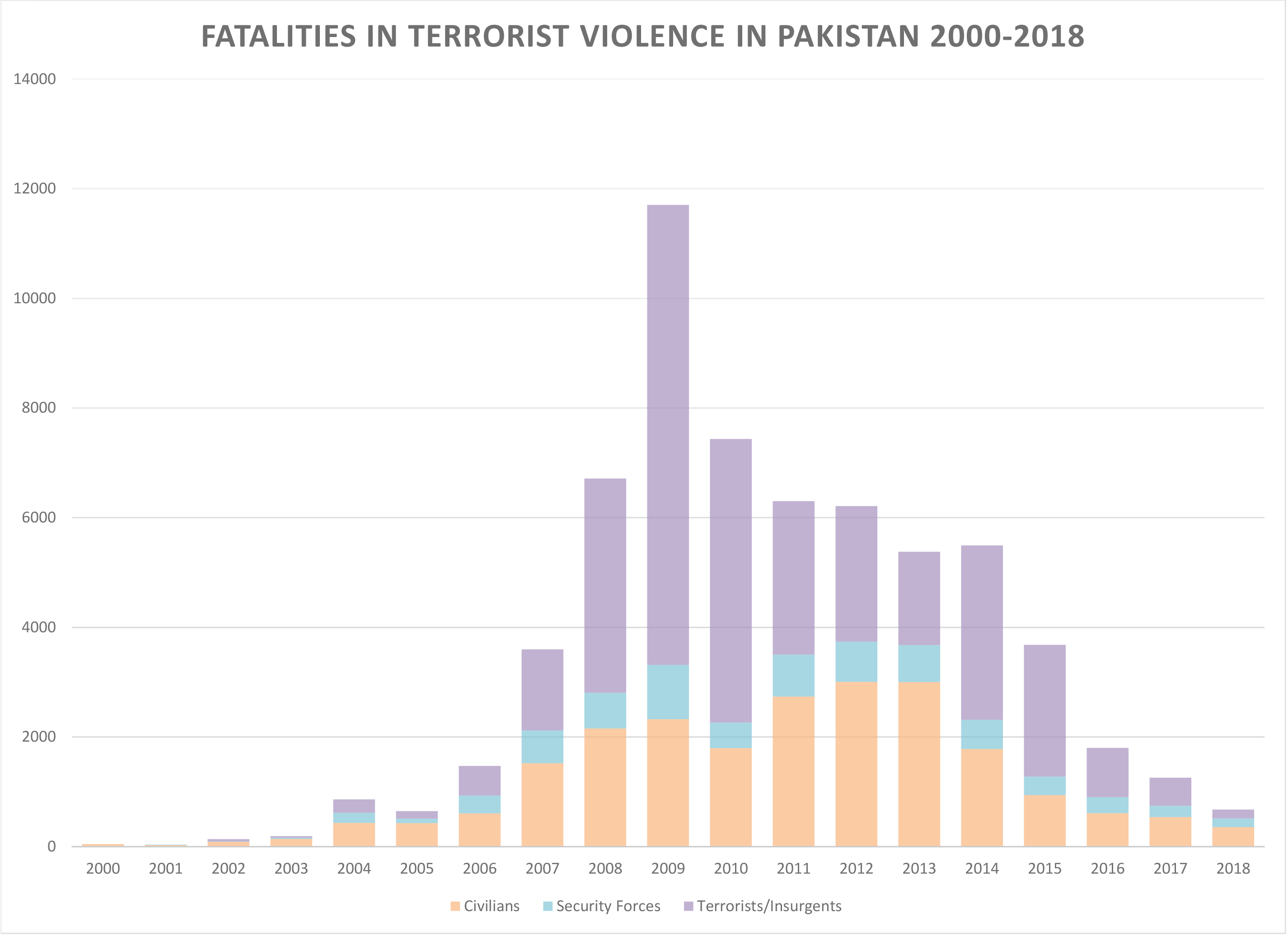
Число погибших в результате террористического насилия в Пакистане (2000-настоящее время)

Нынешняя волна терроризма достигла своего пика в 2009 году. С тех пор она сократилась в результате выборочных военных операций, проводимых пакистанской армией. Согласно индексу южноазиатского портала терроризма (SATP), терроризм в Пакистане снизился на 89 % в 2017 году по сравнению с его пиковыми годами в 2009 году.
В 2012 году пакистанское руководство занялось поиском решений для борьбы с угрозой терроризма, а в 2013 году политические партии единогласно приняли резолюцию в понедельник, 9 сентября 2013 года, на Всепартийной конференции (АПК), заявив, что переговоры с боевиками должны быть продолжены в качестве их первого варианта борьбы с терроризмом.
В связи с продолжающимися террористическими атаками в конце 2013 года политическое руководство Пакистана инициировало военную операцию против террористов под названием операция «Зарб-э-Азб»; совместное военное наступление против различных групп боевиков, таких как Техрик-и-Талибан Пакистан (ТТП), Лашкар-и-Джангви, Джунуд Аллах, Аль-Каида, Исламское движение Восточного Туркестана, Исламское движение Узбекистана (ИДУ) и сеть Хаккани. Операция была начата пакистанскими Вооруженными силами 15 июня 2014 года в Северном Вазиристане (часть находящихся под Федеральным управлением племенных районов вдоль афганской границы) в качестве новой попытки борьбы с воинственностью после нападения 8 июня на международный аэропорт Джинна в Карачи, ответственность за которое взяли на себя ТТП и ИДУ.
«Зарб-э-Азб» была описана как поворотный момент в пакистанской войне с терроризмом. Операция прошла успешно, с начала её проведения в Пакистане резко снизился уровень терроризма. По данным Национального агентства по борьбе с терроризмом (Nacta), Наибольшее количество терактов было совершено в Пакистане в 2010 году. С 2014 года число терактов в Пакистане значительно сократилось. Пакистанские официальные лица заявляют, что терроризм в Пакистане ещё больше снизится, как только будет завершено ограждение пакистано-афганской границы.
Пакистанская газета Dawn News сообщает, что экономические потери Пакистана из-за войны с терроризмом сократились на 62 % с 2014 по 2018 год. Пакистанская экономика понесла 23,77 млрд долларов в 2010-2011 годах из-за расходов, связанных с войной с терроризмом. В 2011-2012 годах эта сумма сократилась до 12 миллиардов долларов. В 2016-2017 годах экономика Пакистана пострадала на $5,47 млрд, а в 2017—2018 годах — на $2,07 млрд. По оценкам пакистанского правительства, после терактов 11 сентября 2001 года Пакистан понес общие потери в размере 126,79 млрд долларов.

## Дальнейшее чтение
- Ali, Nosheen. Books vs Bombs? Humanitarian development and the narrative of terror in Northern Pakistan (англ.) // Third World Quarterly. — 2010. — Vol. 31, iss. 4. — P. 541—559. — doi:10.1080/01436591003701075.